# Chimarra koki
Chimarra koki är en nattsländeart som beskrevs av Lazar Botosaneanu 1996. Chimarra koki ingår i släktet Chimarra och familjen stengömmenattsländor. Inga underarter finns listade i Catalogue of Life.